# Eunice Kennedy Shriver Stadium
Le Eunice Kennedy Shriver Stadium est un stade omnisports américain situé dans la ville de Rochester, dans l'état de New York.
Le stade, doté de 11 000 places et inauguré en 1979, sert d'enceinte à domicile pour l'équipe lycéenne des Golden Eagles de Brockport.
Le stade porte le nom d'Eunice Kennedy Shriver, membre de la famille Kennedy et la fondatrice des Jeux olympiques spéciaux.

## Histoire
Situé sur le campus de l'Université d'État de New York College à Brockport, le stade ouvre ses portes en 1979. Il est au départ fondé pour les Jeux olympiques spéciaux de 1979 se tenant à Brockport.
En 2014, l'équipe d'ultimate des Dragons de Rochester de l'American Ultimate Disc League (AUDL), aujourd'hui l'Ultimate Frisbee Association (UFA), jouent leurs rencontres à domicile à l'Eunice Kennedy Shriver Stadium.
L'équipe de crosse de Major League Lacrosse (MLL) des Rochester Rattlers jouent leur saison 2015 au stade pour ses matchs à domicile.
En 2016, l'équipe de soccer des Rochester River Dogz s'installe au stade pour disputer ses matchs à domicile.
Il est principalement utilisé par les Golden Eagles de Brockport de Division II (NCAA) (pour ses équipes de soccer, de football américain, de crosse, de hockey sur gazon, d'ultimate et d'athlétisme).

## Événements

### Matchs internationaux de football
| Date | Compétition  | Équipes                                | Score | Affluence |
| ---- | ------------ | -------------------------------------- | ----- | --------- |
| 1997 | Match amical | États-Unis féminine — Rochester Ravens | 8-0   | 9 131     |